# 人間有情天
《人間有情天》（La stanza del figlio）是義大利導演南尼·莫瑞提自編、自導、自演的電影作品。它描写一个家庭在儿子死后的心理打击和生活。电影是在安科纳及其周边拍摄的，演员包括南尼·莫瑞提、蘿拉·莫藍特和杰丝敏·特丽卡。
該片獲得2001年金棕櫚獎；英國電影雜誌《帝國》在2008年時評選「史上最偉大的500部電影」時將本片列為第480名。

## 劇情
嘉凡是一位心理醫生，與他的家人(妻子寶拉、女兒愛琳和兒子安迪)住在義大利北部，是一個感情很好的普通家庭。嘉凡每天工作時得聽他的病人們向他訴說他們的各種煩惱；有一天當他和兒子安迪約好要去跑步，卻臨時接到一位病人緊急的電話，他只得放棄與兒子跑步的約定而趕赴病人家，孰料此時兒子和朋友去潛水，不慎意外死亡。
安迪死後，全家陷入悲傷，嘉凡甚至無法再靜心做他的工作，尤其是面對當初那位臨時打電話給他的病人。直到近一個月後，忽然有一位自稱是安迪在露營時認識的女孩雅娜寄了一封信給安迪，全家人在之前從來不知道安迪有女朋友；當妻子寶拉打電話給那雅娜，告訴她這個噩耗並表達想要親自見見雅娜，但遭到雅娜拒絕。而後有一天那位雅娜和另一位男孩自助旅行時經過他們家而前來拜訪，給嘉凡看安迪寄給雅娜的照片(照片中安迪向她展示他的房間)，並向寶拉表達當初電話中不禮貌拒絕見面的歉意；雅娜和她的同伴原本要在路上搭便車去法國，嘉凡全家乾脆開車送這兩人到義、法邊界，此時已經是白天，嘉凡一家人目送他們搭上巴士，並在海邊漫步。

## 制作
意大利导演南尼·莫瑞提对精神分析学拥有长期的兴趣，并一直想演出一副这样的戏，出于这个长期的兴趣他发展了《人間有情天》最初的主意。他听说他的妻子怀孕一个男孩时产生了故事的主意。
摄影师朱塞佩·兰奇说他们寻找一个有海，有港口的摄影地点，最后决定热那亚太大，的里雅斯特的建筑物太漂亮太吸引观众的注意，最后选择安科纳。由于南尼·莫瑞提期间生病，拍摄停止了三个月。因此工作人员和演员的合同到期必须延长，此外拍摄过程还遭到罢工和圣诞节假期的中断。

## 评价

### 批评家
《人間有情天》获得批评家好评。爛番茄结合83篇批评获得84%好评的结果，平均评分为7.3/10。网站的总结是“《人間有情天》是对悲痛感人和深思的研究”。Metacritic综合34篇批评给《人間有情天》打总分为73/100，“总的来说好评”。罗杰·埃伯特授予《人間有情天》3.5颗星，说“有时一名导演可以用非常普通的方法感动我们”。《纽约时报》的批评家史蒂芬·霍尔登说《人間有情天》感人，他提到当年发生的九一一袭击事件，说突然发生的悲剧会如何摧残生命。霍尔登认为《人間有情天》不十分创新，但是演技扎实。《綜藝》的评论称它是“一部细腻的疼痛与悲伤的戏”，批评莫瑞提的表演过分表现自己，表扬莫藍特的表演“深深感人”。《芝加哥读者》评论说这部电影显示出“细嫩的演技”。《Time Out》赞扬《人間有情天》是“微妙、心理上精明、在语气上吸引人但不教导式”，结论说它是“一枚宝石”。《芝加哥論壇報》称《人間有情天》“感人”。
《帝國》在2008年時評選「史上最偉大的500部電影」時將本片列為第480名。《卫报》把它列入2000年到2009年10大最佳电影之一。

### 票房
在意大利《人間有情天》的票房总收入为550万美元，全球的总收入为1180万美元。

### 获奖
在第54屆坎城影展上《人間有情天》获得金棕榈奖。它是20多年来首部获得这个坎城最高奖项的意大利电影。意大利向奥斯卡最佳國際影片獎提议《人間有情天》，但是它没有获得提名。